# Christophe La Pinta
Christophe La Pinta, né en 1968, est un compositeur de musique de film français.

## Filmographie

### Cinéma
- 2018 : Sauver ou Périr de Frédéric Tellier
- 2015 : L'Affaire SK1 de Frédéric Tellier
- 2014 : Prêt à tout de Nicolas Cuche
- 2013 : Un prince (presque) charmant de Philippe Lellouche
- 2010 : Sans laisser de traces de Grégoire Vigneron
- 2010 : La Chance de ma vie de Nicolas Cuche
- 2009 : Erreur de la banque en votre faveur de Michel Munz et Gérard Bitton
- 2005 : Dr Kill & Mr Chance, le 1er RealityToon, court-métrage de Jean-Yves Chalangeas et Fabrice Mathieu

### Télévision
- 1997 : Le Baiser sous la cloche, téléfilm de Emmanuel Gust
- 2000-2014 : Boulevard du Palais, série télévisée
- 2000-2004 : B.R.I.G.A.D., série télévisée
- 2000 : Sauvetage, série télévisée
- 2003 : L'Enfant de l'aube, téléfilm de Marc Angelo
- 2005 : Joseph, téléfilm de Marc Angelo
- 2006 : David Nolande, série télévisée
- 2007 : Ali Baba et les Quarante Voleurs, téléfilm de Pierre Aknine
- 2007-2010 : Un flic, série télévisée
- 2007-2014 : Alice Nevers : Le juge est une femme, série télévisée
- 2008 : Bébé à bord, téléfilm de Nicolas Herdt
- 2010 : Obsessions, téléfilm de Frédéric Tellier
- 2012-.... : Les Hommes de l'ombre, série télévisée
- 2012 : Inquisitio, série télévisée
- 2013 : Une bonne leçon,téléfilm de Bruno Garcia
- 2013 : La Croisière, série télévisée
- 2015 : Nina, série télévisée
- 2015 : Section de recherches, série télévisée
- 2015 : Cherif, série télévisée
- 2015 : Crimes et botanique, série télévisée
- 2018 : Deux Gouttes d'eau, téléfilm de Nicolas Cuche
- 2021 : Liés pour la vie, téléfilm de Jean-Marc Rudnicki

### Documentaires
- 2013 : La Ruée vers l'art, de Marianne Lamour [2]